# Conops aureomaculatus
Conops aureomaculatus är en tvåvingeart som beskrevs av Krober 1933. Conops aureomaculatus ingår i släktet Conops och familjen stekelflugor. Inga underarter finns listade i Catalogue of Life.